# Moriyoshi

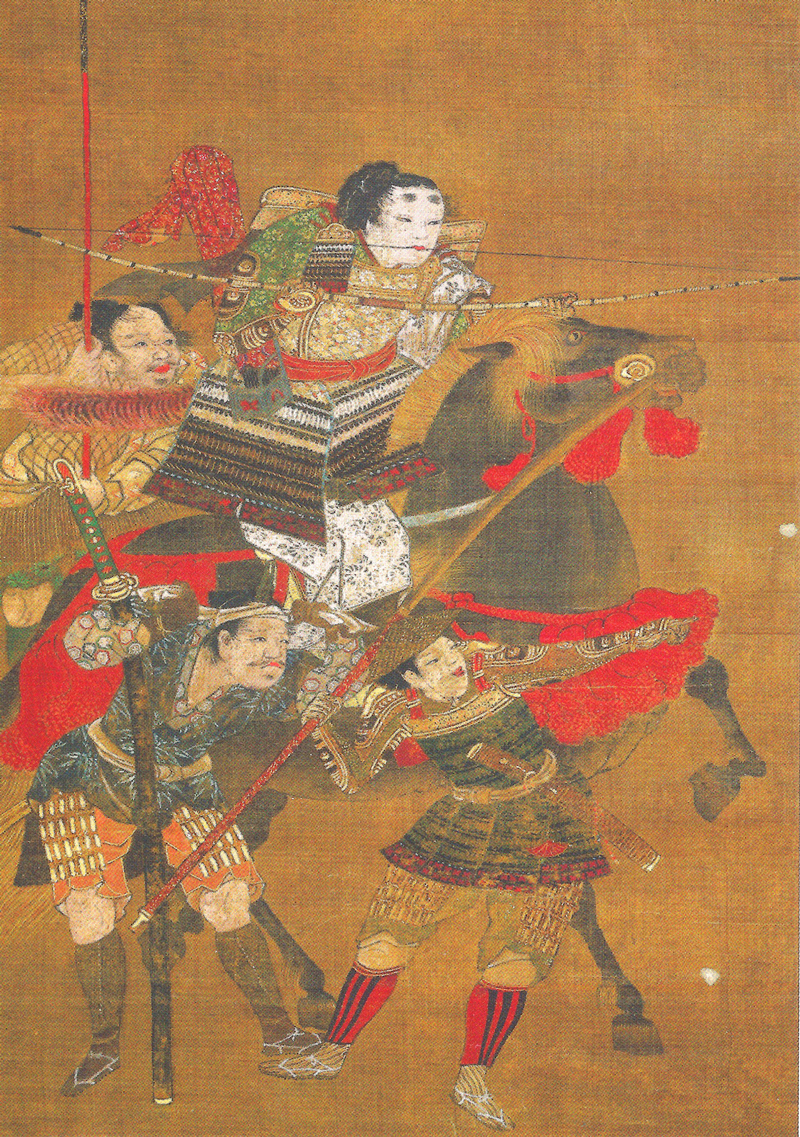
Prinz Moriyoshi

Prinz Moriyoshi (japanisch 護良親王, Moriyoshi-shinnō, auch: Morinaga-shinnō; * 1308; † 1335), kurz Moriyoshi, war ein politisch aktiver kaiserlicher Prinz am Ende der Kamakura-Zeit.

## Leben und Wirken
Moriyoshi war der Sohn des Kaisers Go-Daigo und von Minamoto Shinshi/Chikako, die Tochter des Minamoto Morochika. Nach dem Tode des Kronprinzen Kuninaga dachte Go-Daigo daran, Moriyoshi an dessen Stelle zu nehmen. Aber Hōjō Takatoki (北条 高時; 1303–1333) war dagegen und setzte sich im Jahr 1326 stattdessen für Prinz Kazuhito ein, den Sohn des Kaisers Go-Fushimi ein. Daraufhin wurde Moriyoshi Mönch und nannte sich Son’un (尊雲). Im folgenden Jahr wurde er Oberpriester des Klosters am Hiei-zan.  
Moriyoshi ließ sich im Dorf Ōtō (大塔) in der Provinz Yamato nieder, so dass er Prinz Ōtō (Ōtō no miya) genannt wurde. Im Jahr 1331, als Takatoki auf Kyōto zu marschierte, um Kaiser Go-Daigo abzusetzen, setzten sich Son-un und sein Bruder Sonchō (Prinz Munenaga) an die Spitze der Truppen, die die Mönche ausgehoben hatten, um den Vormarsch zu stoppen. Sie wurden jedoch geschlagen, und So-un verbarg sich in der Gegend von Kumano, im Süden der Provinz Kii. Er legte seine Priesterrobe ab, nannte sich wieder Moriyoshi und versammelte Truppen um sich, um seinen Vater zu unterstützen.
Nach dem Fall der Hōjō im Jahr 1333 wurde Moriyoshi zum Seii Taishōgun ernannt, aber im Jahr darauf wurde er auf Grund von Verleumdungen abgesetzt und im Nikaidō von Kamakura unter der Aufsicht von Ashikaga Tadayoshi festgesetzt. 1335 attackierte Hōjō Tokiyuki (北条 時行; 1322–1353) Kamakura, Tadayoshi wurde geschlagen und floh. Vor der Flucht ließ er jedoch Moriyoshi durch seinen Minister Fuchibe Yohihiro (淵辺 義博) töten.